# Vespa picipes
Vespa picipes är en getingart som beskrevs av Gottfried Christian Reich 1795. Vespa picipes ingår i släktet bålgetingar, och familjen getingar. Inga underarter finns listade i Catalogue of Life.